# Sarah Hoolt
Sarah Hoolt (ur. 30 kwietnia 1988 w Nordhorn) – niemiecka szachistka.
Tytuł mistrzyni FIDE otrzymała w 2006, mistrzyni międzynarodowej – w 2008, natomiast arcymistrzyni – w 2012, podczas 83. Kongresu Międzynarodowej Federacji Szachowej FIDE w Stambule.
W 2011 zdobyła w Bonn złoty medal indywidualnych szachowych mistrzostw Niemiec, zwyciężając z wynikiem 7,5 pkt z 9 partii. W 2012 zajęła III miejsce w akademickich szachowych mistrzostwach świata w Guimarães, zdobywając brązowy medal.
Wielokrotnie reprezentowała Niemcy na arenie międzynarodowej, m.in. trzykrotnie na szachowych olimpiadach (w latach 2008, 2010, 2014), dwukrotnie na drużynowych mistrzostwach Europy w szachach (w latach 2011, 2017), raz na drużynowych mistrzostwach Europy juniorek do lat 18 w szachach (2006) oraz pięciokrotnie w drużynowym szachowym Pucharze Mitropa (w latach 2006, 2007, 2008, 2010, 2015), dwukrotnie zdobywając wraz z drużyną srebrny medal (2006, 2008). Czterokrotnie uczestniczyła w indywidualnych mistrzostwach Europy w szachach (w latach 2010, 2016, 2017, 2018) oraz trzykrotnie w indywidualnych mistrzostwach świata juniorek do lat 20 w szachach (2005, 2007, 2008).
Najwyższy ranking w karierze osiągnęła 1 sierpnia 2017 r., z wynikiem 2449 punktów zajmowała wówczas 27. miejsce na światowej liście Międzynarodowej Federacji Szachowej, jednocześnie zajmując 2. miejsce (za Elisabeth Pähtz) wśród niemieckich szachistek.
We wrześniu 2019 wyszła za mąż za węgierskiego arcymistrza, Gábora Pappa.